# Crazy Dance

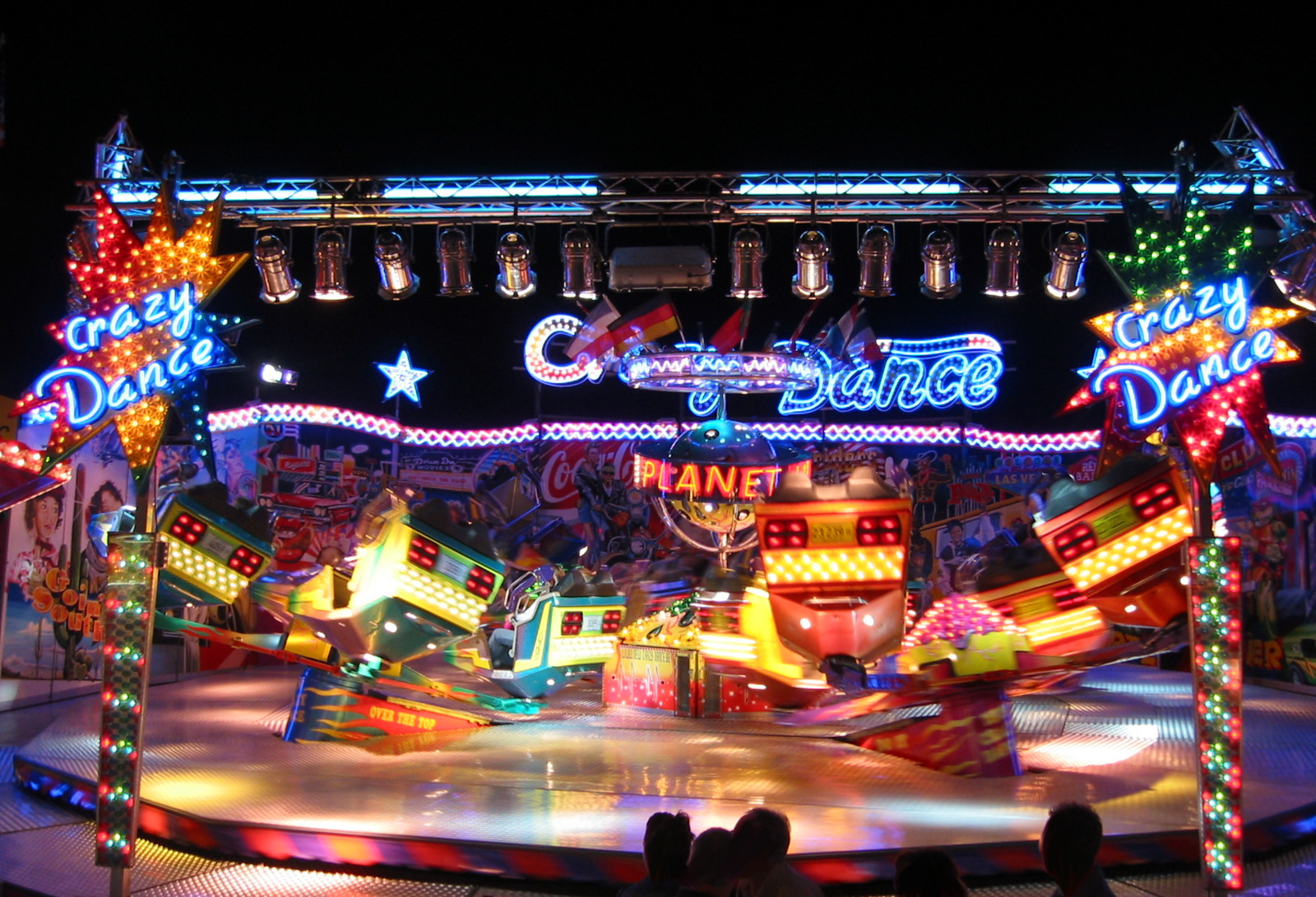
Crazy Dance.

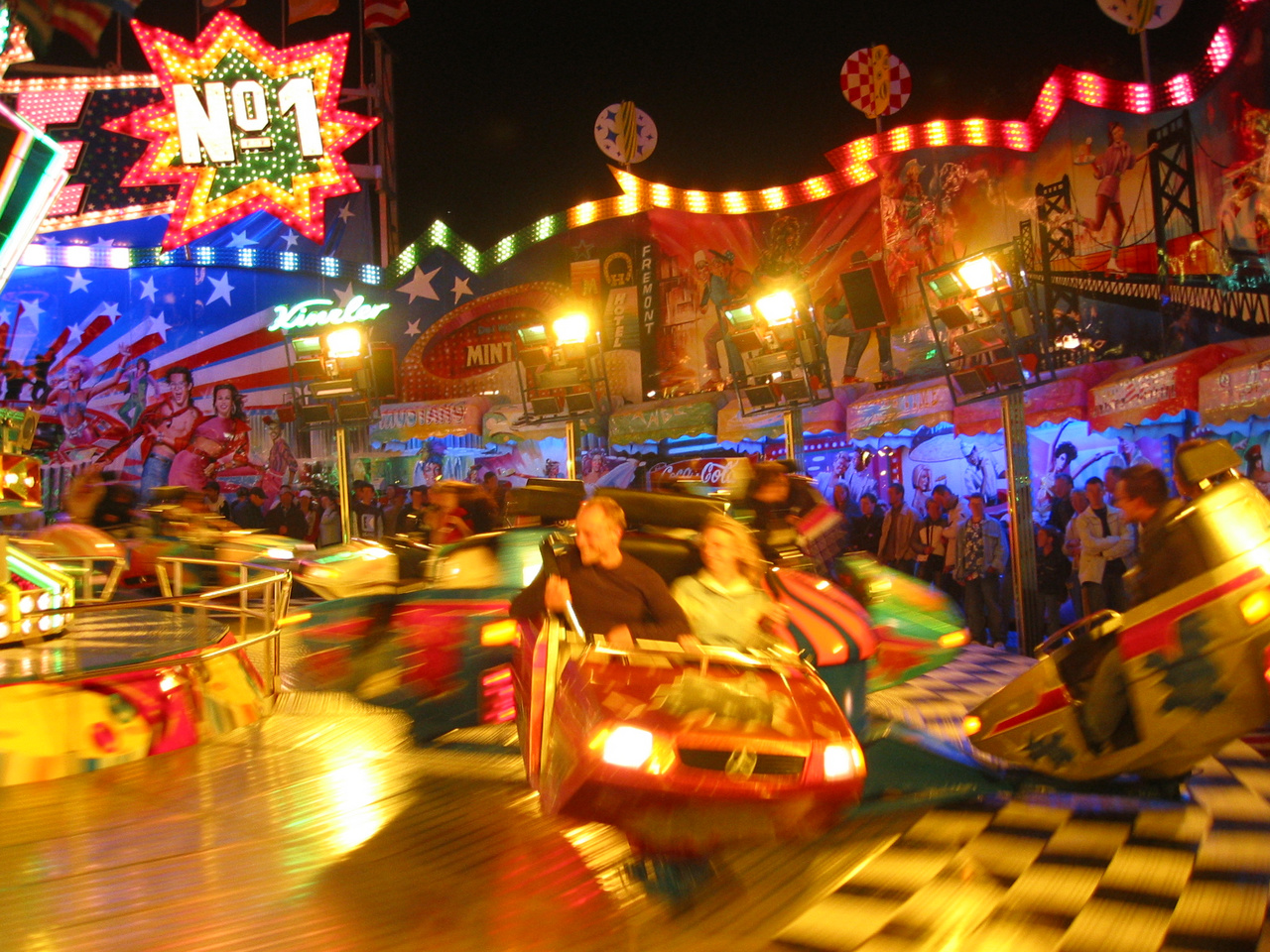
Vista de dentro de um Crazy Dance.

O Crazy Dance é um brinquedo comum em parques de diversões. Ele tem um esquema que consiste em bancos suspensos sobre plataformas  que giram estando essas apoiadas numa plataforma maior que gira em sentido contrário, fazendo com que os bancos girem  para lados diversos a todo momento.
É considerado um dos brinquedos clássicos dos parques temáticos.